# Rachele Barbieri
Rachele Barbieri (* 21. Februar 1997 in Pavullo nel Frignano) ist eine italienische Radsportlerin, die Rennen auf Straße und Bahn bestreitet.

## Sportliche Laufbahn
2013 wurde Rachele Barbieri italienische Jugendmeisterin im Cyclocross. In den folgenden Jahren verlegte sie den Schwerpunkt ihrer sportlichen Aktivitäten auf Bahn und Straße. 2015 wurde sie zweifache Junioren-Europameisterin in Punktefahren und Mannschaftsverfolgung (mit Elisa Balsamo, Sofia Bertizzolo und Marta Cavalli), darüber hinaus Vize-Europameisterin der Juniorinnen im Straßenrennen. 2016 errang sie erneut den Titel einer Europameisterin, dieses Mal in der Kategorie U23 im Scratch.
Ebenfalls 2016 startete Barbieri in Apeldoorn erstmals bei einem Lauf des Bahnrad-Weltcups und errang auf Anhieb die Bronzemedaille im Omnium. Im Jahr darauf wurde sie in Hongkong Weltmeisterin im Scratch. 2018 entschied sie die Gesamtwertung des Weltcups im Scratch für sich. 2020 errang sie bei den Bahn-Europameisterschaften die Silbermedaille im Ausscheidungsfahren. 2022 wurde sie Europameisterin im Omnium und belegte bei den Bahnweltmeisterschaften im Ausscheidungsfahren Platz zwei. Auf der Straße gewann sie den Omloop der Kempen Ladies, und sie entschied eine Etappe der Bloeizone Fryslân Tour für sich. Zur Saison 2024 wechselte sie zum Team DSM-Firmenich PostNL und erklärte, künftig ihren sportlichen Schwerpunkt auf die Straße zu legen.

## Erfolge

### Bahn
2015
- Junioren-Europameisterin – Punktefahren, Mannschaftsverfolgung (mit Elisa Balsamo, Sofia Bertizzolo und Marta Cavalli)

2016
- Europameisterin (U23) – Scratch

2017
- Weltmeisterin – Scratch
- Weltcup in Manchester – Scratch
- Europameisterin (U23) – Einerverfolgung
- Europameisterschaft (U23) – Zweier-Mannschaftsfahren (mit Elisa Balsamo)

2018
- Weltcup-Gesamtwertung – Scratch
- Italienische Meisterin – Omnium

2020
- Europameisterschaft – Ausscheidungsfahren

2021
- Europameisterschaft – Mannschaftsverfolgung (mit Martina Alzini, Martina Fidanza und Silvia Zanardi)
- Europameisterschaft – Omnium
- Italienische Meisterin – Punktefahren, Zweier-Mannschaftsfahren (mit Martina Fidanza)

2022
- Europameisterin - Omnium
- Weltmeisterschaft – Ausscheidungsfahren

### Straße
2015
- Junioren-Europameisterschaft – Straßenrennen

2022
- Omloop der Kempen Ladies
- eine Etappe Bloeizone Fryslân Tour

### Cyclocross
2013
- Italienische Meisterin (Jugend)